# Hypostomus phrixosoma
Hypostomus phrixosoma és una espècie de peix de la família dels loricàrids i de l'ordre dels siluriformes.

## Morfologia
Els mascles poden assolir els 10,1 cm de longitud total.

## Distribució geogràfica
Es troba a Sud-amèrica: curs superior de la conca del riu Amazones.